# Во (вірменська літера)
Ո, ո (во, вірм. վո) — двадцять четверта літера вірменської абетки. 
Позначає звук /o/ в середині слова; на початку слова звучить як /vo/.
Ця буква разом із буквою г'юн утворює вірменську у (ՈՒ Ու ու). Оскільки букви у немає в абетці Маштоца, на її позначення використовують диграф, утворений із цих літер.
Числове значення — 600. 
В Юнікоді має такі коди: U+0548 для Ո, U+0578 для ո. В інших типах кодування відсутня.
| Вірменська абетка | Вірменська абетка |
| --- | ----------------- |
| Ա · Բ · Գ · Դ · Ե · Զ · Է · Ը · Թ · Ժ · Ի · Լ · Խ · Ծ · Կ · Հ · Ձ · Ղ Ճ · Մ · Յ · Ն · Շ · Ո · Չ · Պ · Ջ · Ռ · Ս · Վ · Տ · Ր · Ց · Ւ · Փ · [[Ке (вірменська літера)\|АплКо |                   |